# Шоссе шейха Заида
Шоссе шейха За́ида (араб. شارع الشيخ زايد‎) — главная и самая протяжённая улица города Дубая, названная в честь шейха Заида ибн Султана Аль Нахайяна.
Проходит через весь город параллельно побережью от границы с эмиратом Абу-Даби до улицы шейха Рашида, является частью крупнейшего в ОАЭ шоссе E11. Длина — 55 километров. До расширения в 1993—1998 годах называлось Defence Road (шоссе Обороны). Вдоль улицы на значительном её протяжении проходит красная ветка Дубайского метрополитена.
Имеет на большей части 12 полос для движения автомобилей. Движение по шоссе платное, все въезды и выезды оборудованы сканерами, которые снимают с машин плату в размере 4 дирхама (около 1$), но не более 24 дирхам в день.

## Здания
На шоссе шейха Заида расположены многие известные небоскрёбы Дубая:
- Etisalat Tower 2
- Бурдж-Халифа
- Башня Розы
- Башня Тысячелетия
- Башня Челси
- Эмиратская офисная башня и Джумейра Эмирейтс Тауэрс

торговые центры:
- Mall of the Emirates
- Dubai Internet City
- Dubai Media City
- Ibn Battuta Shopping Mall

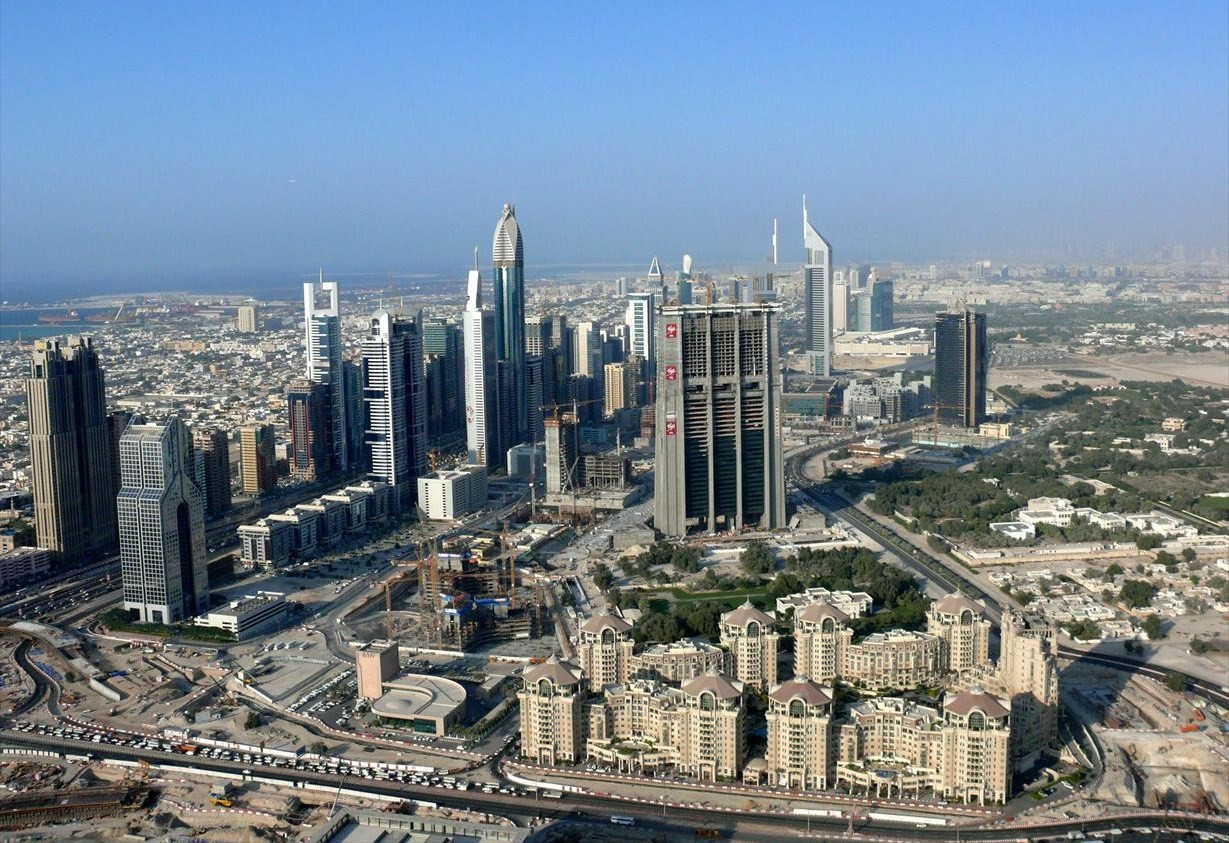
Шоссе в 2007 году
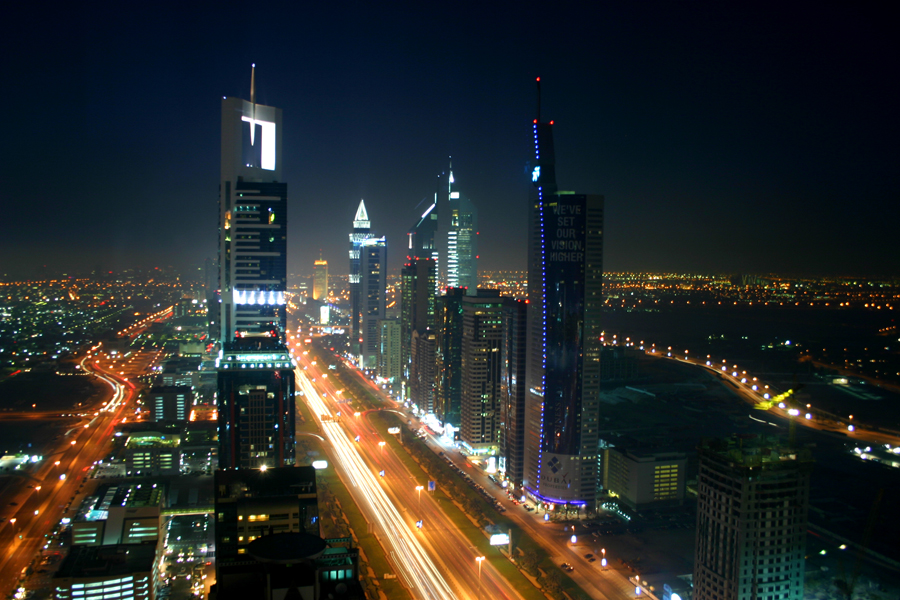
Вид шоссе ночью
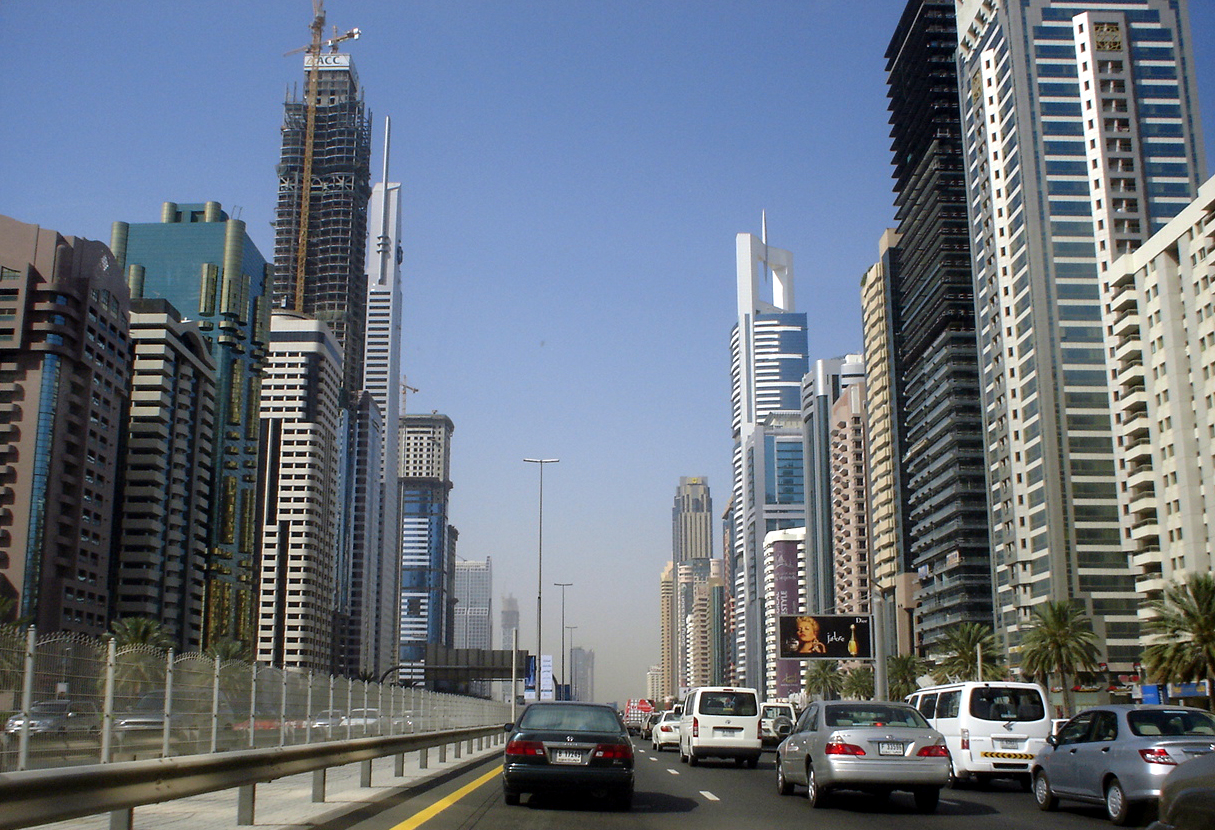
Вид на шоссе в 2006 году